# Aleksey Antropov
Alexei Petrovich Antropov (em russo: Алексей Петрович Антропов) (São Petersburgo, 25 de março de 1716 – São Petersburgo, 23 de junho de 1795) foi um pintor barroco russo, ativo principalmente em São Petersburgo.

## Trabalhos

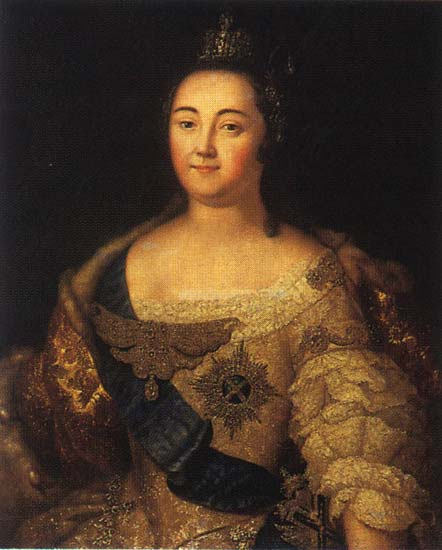
Elizabeth Petrovna
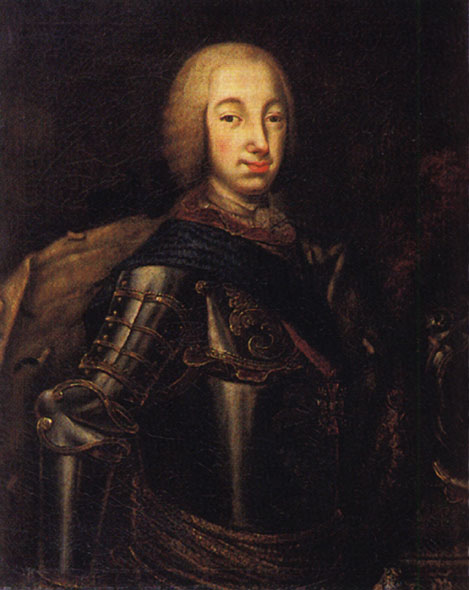
Grão-Duque Pedro (mais tarde Pedro III)
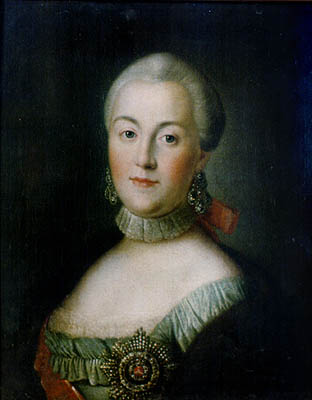
Grã-duquesa Ekaterina Alekseyevna (futura Catarina II)
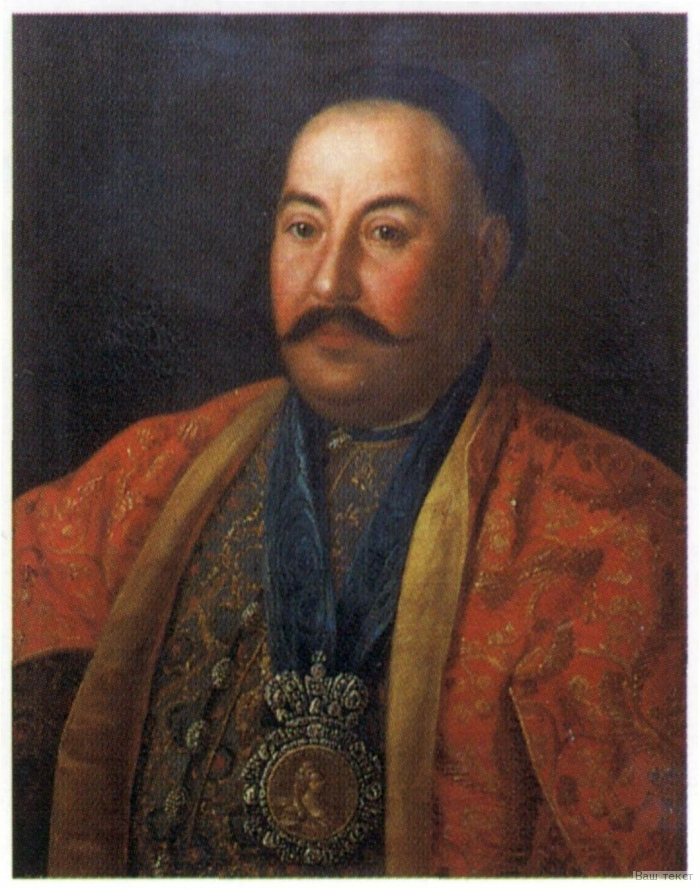
Ataman Krasnoschekov, 1761
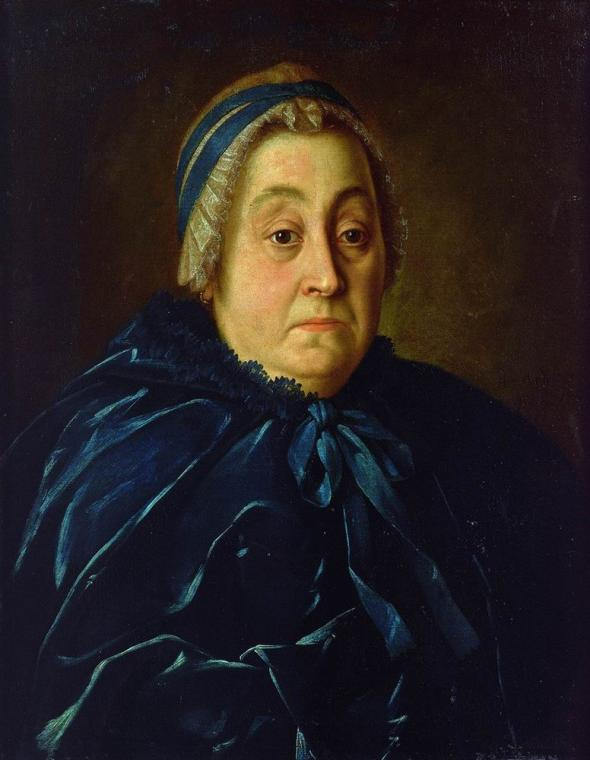
A.V. Buturlina, 1763
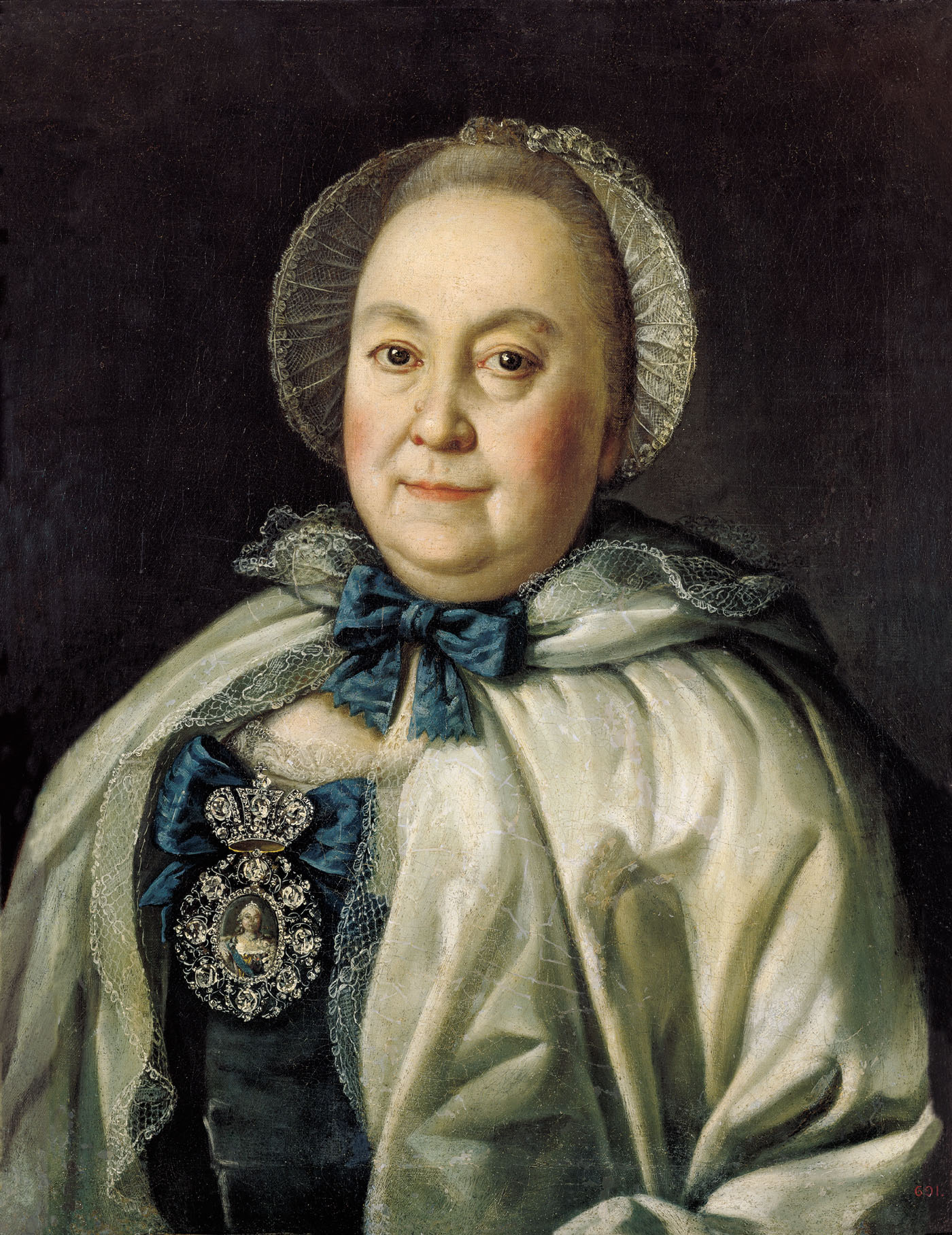
M.A. Rumyantseva, 1764
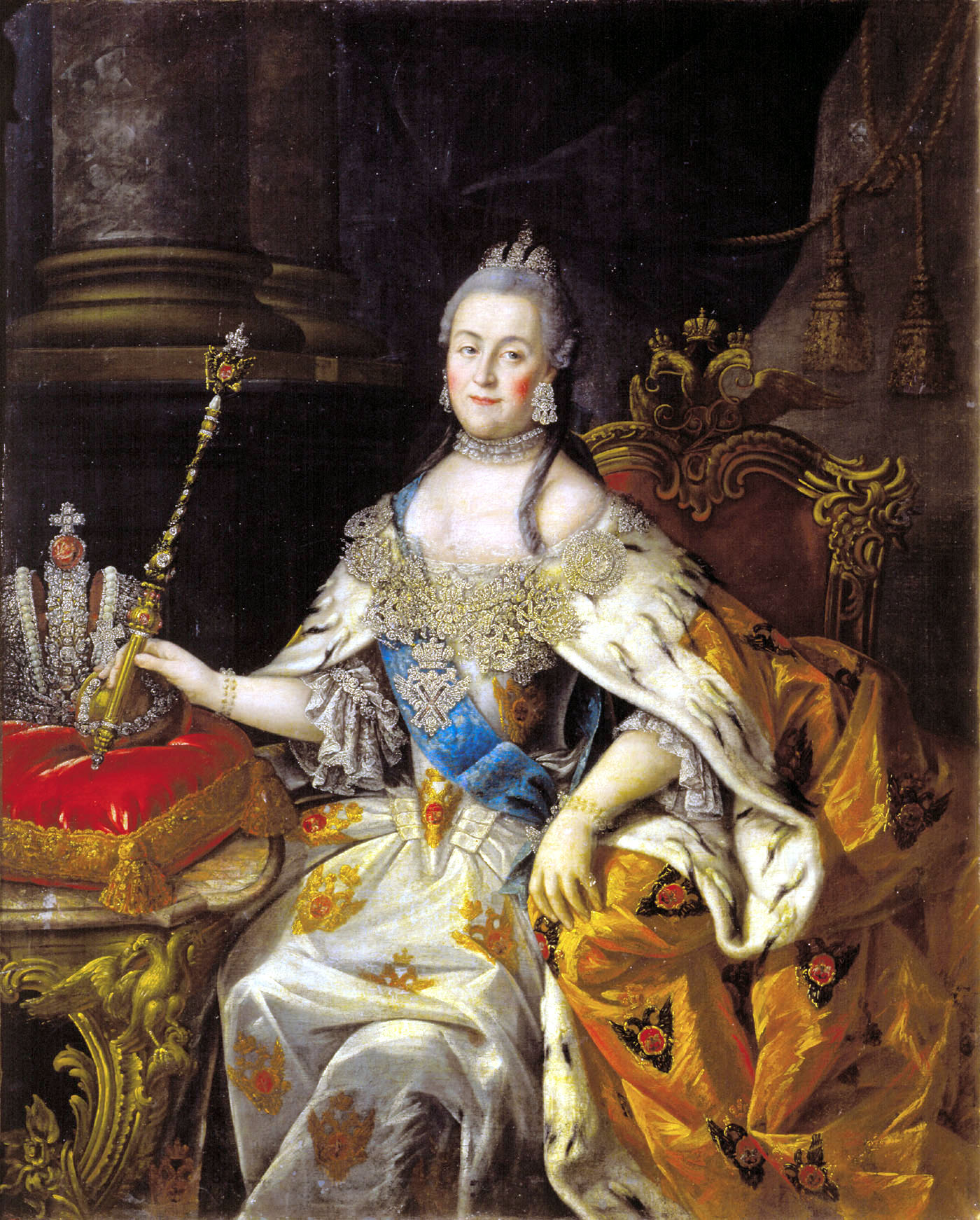
Catarina II, década de 1760
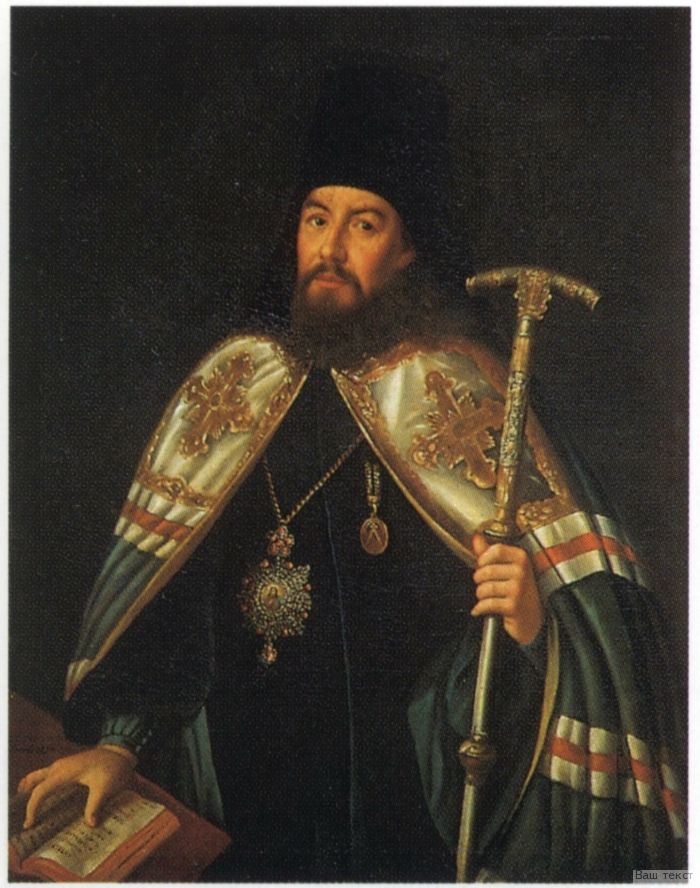
Arcebispo Gavriil, 1774
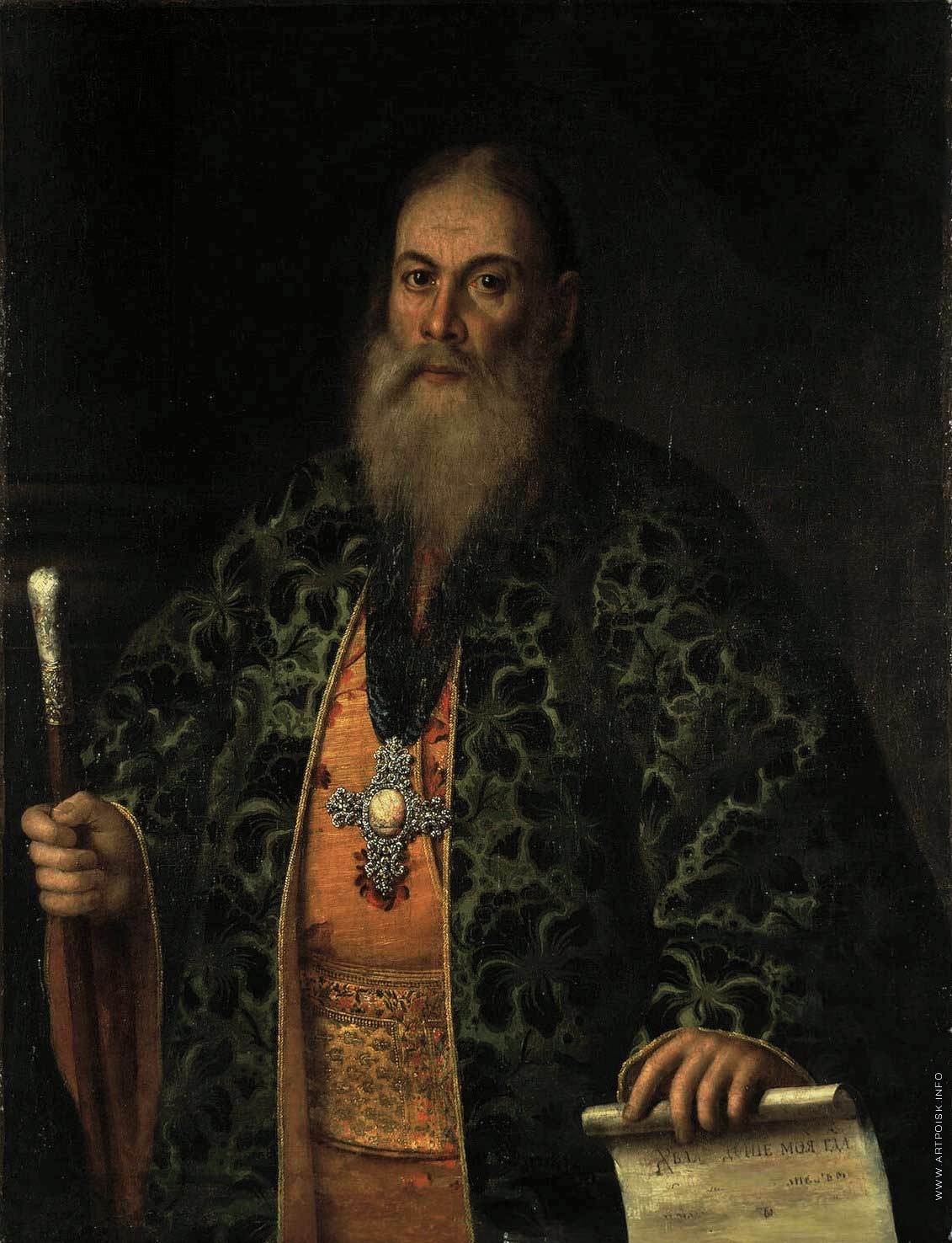
Padre Fyodor Dubyansky, 1761
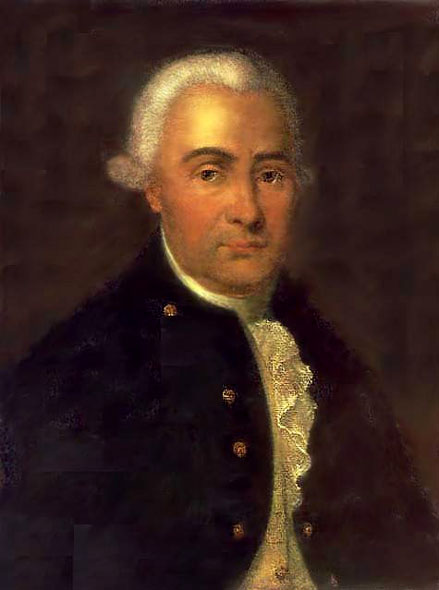
Auto-retrato, 1784